# Липецкая энциклопедия
Липецкая энциклопедия — региональный свод знаний об истории, природе, культуре Липецкой области. Издана в трёх томах в 1999—2001 годах в Липецке.

## Редакционная коллегия
Главный редактор — дфн. Василий Васильевич Шахов. Заместитель главного редактор — Борис Михайлович Шальнев.
Алтухов Ю. И., Бурцева К. В., Ветловский И. Н., Гончаров А. М., Горлов П. Т., Грыгин В. Д., Гулевский М. В. , Гучек П. А., Дашков Н. П., Доровской С. Б., Дюкарев Ю. В., Елисеев В. В., Земцов Л. И., Исаев Ю. И., Карасиков Н. В., Климов С. М., Клоков А.Ю,, Коробейников А. С., Королёв О. П., Крупнов С. М., Кузовлев В. П., Куракова Л. В., Курков А. С., Лаврентьев В. В., Лебедева А. В., Масликов В. С., Мерзляков А. К., Негробов А. В., Нехорошев А. Н., Никонов А. Н., Огарков Н. М., Огрызков К. Т., Панюшкин С. П., Поляков В. Б., Рощупкин В. Т., Савельев В.Ф,, Савенков А. И., Соломин В. Х., Сухинина К. Н., Тагинцев Н. В., Тонких В. Е., Харчевский А. Н., Царик А. Н., Франценюк И. В., Шальнев А. Б., Шальнев Б. М., Шахов В. В., Яблонский А. Я.

## Библиографические данные
Липецкая энциклопедия : [в 3 т.] / ред.-сост.: Шальнев Борис Михайлович, Шахов Василий Васильевич. — 1999—2001.
Т. 1 : А — Ё. — Рязань : Гэлион ; Липецк : Липец. изд-во, 1999. — 395 с. : ил., портр. — 2000 экз.
Т. 2 : Ж — О. — Липецк : Инфол : Липец. изд-во, 2000. — 477 с. : ил., портр. — 7000 экз.
Т. 3 : П — Я. — Липецк : Инфол : Липец. изд-во, 2001. — 559 с. : ил., портр. — 6800 экз.

## Рецензия
Кондратьев Е. Липецкая энциклопедия // Гудок. 1995. 6 окт. С. 3.